# Finlandia (traghetto)
Il Finlandia è un traghetto appartenente alla compagnia di navigazione finlandese Eckerö Line.

## Caratteristiche
Costruito da Daewoo Shipbuilding & Heavy Machinery nel cantiere di Geoje, in Corea del Sud, il Moby Freedom è stato varato nel 2000 insieme al gemello Moby Wonder. Le due unità sono state le prime navi Moby appartenenti alla generazione dei fast-cruise ferry, ovvero navi concepite per il trasporto combinato di passeggeri e autoveicoli al seguito con standard alberghieri paragonabili a quelli delle navi da crociera e velocità di servizio elevate. 
La propulsione è affidata a 4 motori diesel Wärtsilä 12V46C da 12.600 kW ciascuno, per una potenza complessiva pari a 50.400 kW; per le manovre in porto sono presenti due ulteriori bow thruster da 1.500 kW ciascuno. La velocità massima raggiungibile è pari a 27 nodi. 
Tra i servizi a bordo sono compresi due ristoranti (uno à la carte e un self-service), bar all'aperto con piscina, area giochi per bambini e videogame, negozio duty-free, solarium esterno e copertura wi-fi a bordo durante la traversata.
Le sistemazioni originali prevedevano 320 cabine e una sala poltrone da 191 posti, per una capacità complessiva di 2.200 passeggeri (scesi a 2.080 in seguito al rifacimento degli interni). Elevata anche la capacità di trasporto veicoli, pari a 720 auto o 1.938 metri lineari di carico rotabile disposti su quattro ponti, di cui uno destinato alle sole automobili. Dopo le modifiche del 2012 la capacità diventerà di 670 auto e 2.000 metri lineari di carico rotabile. È inoltre dotato di prua apribile.
Inizialmente, il traghetto doveva essere bianco con loghi MOBY, balena azzurra sui lati e il fumaiolo celeste col logo V-Class come il gemello. A causa del ritardo nella consegna, avvenuta il 25 giugno 2001 in piena stagione estiva, si rimandò di verniciarlo completamente non mettendo la balena azzurra sui lati.Alla fine della stagione estiva, al posto della balena, venne messa la livrea Looney Tunes che porterà fino al 2012. Vennero inoltre modificati o riverniciati gli interni sempre col solito tema. Questa sarà la prima nave della compagnia a portare questa livrea, dopo di lei verrà riproposta su quasi tutti gli altri traghetti.
Nel 2012 la nave ha subito un importante ammodernamento presso l'Öresundsvarvet di Landskrona, che ha visto, tra gli altri interventi, lo spostamento della sala ricevimenti a prua, la sostituzione dell'ex Show lounge su tre livelli della sezione poppiera con un bar attrezzato per musica dal vivo e un negozio duty-free. Molte sistemazioni passeggeri in cabina sono state rimosse per ampliare gli spazi comuni con lounge e sale conferenza, mentre la piscina a forma di balena è stata completamente eliminata per ampliare l'area solarium prospiciente al bar sul ponte 11. Venne riverniciata coi colori della Eckerö Line: fiancate con nome completo della compagnia, bandiera finlandese e pentagramma con note (diverso tra un lato e l'altro). Il fumaiolo diventa bianco col logo. Nel 2017 gli spazi tra i vetri anteriori a prua, vennero verniciati in blu, a poppa invece vennero riportati in bianco il nome Finlandia e due uccelli in volo stilizzati.

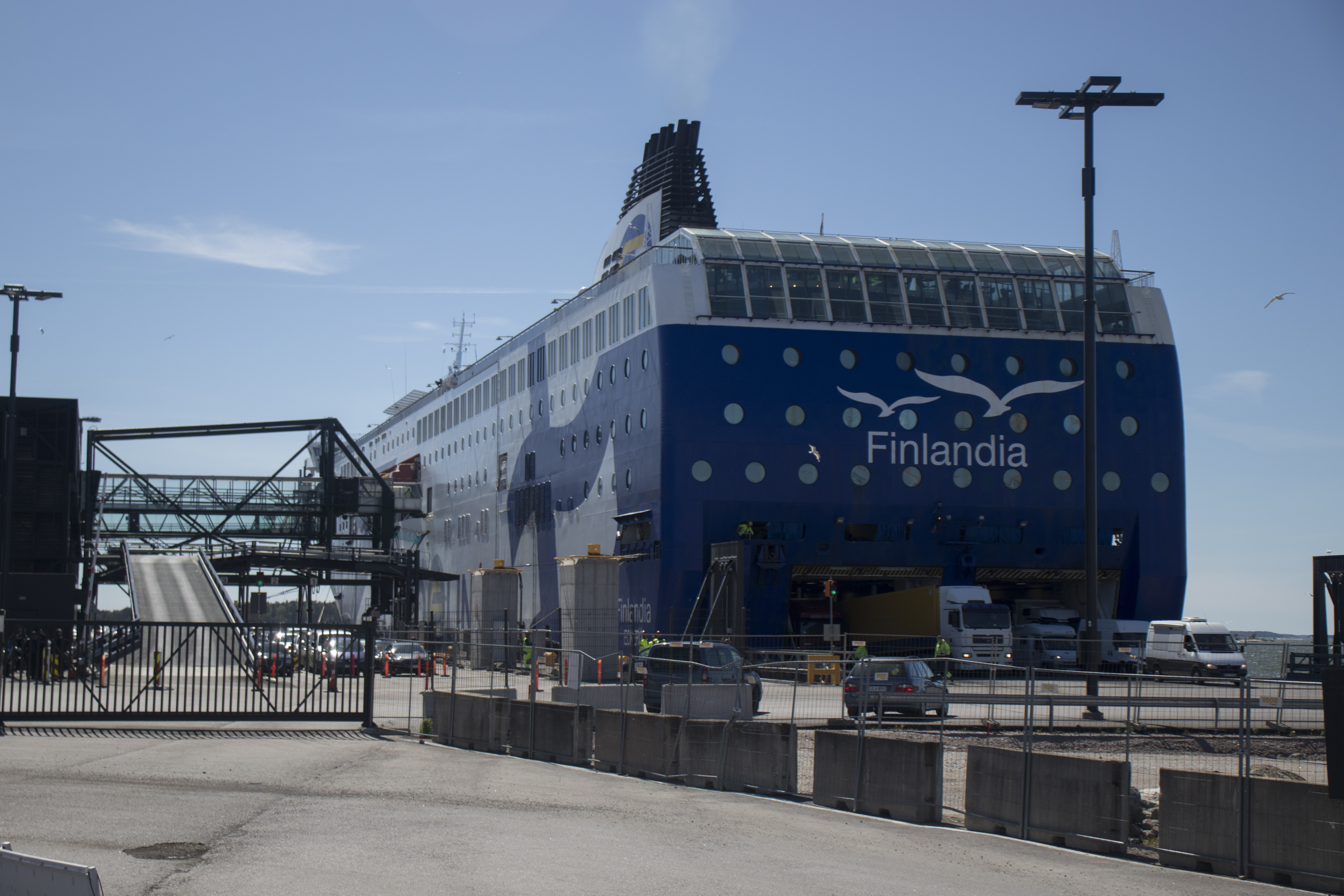
Finlandia a giugno 2019

Dal 12 gennaio all'8 febbraio 2024 è stata portata in cantiere a Landskrona in Svezia per manutenzione e per i seguenti lavori di miglioramento: nuovi timoni ed eliche per ridurre le emissioni, aggiornamenti ai motori, ai macchinari e ai sistemi di navigazione per rispettare l'ambiente. L'esterno del traghetto è stato riverniciato e sono state montate le nuove griglie dei sistemi di ventilazione. All'interno è stato rinnovato il Bistro & Café Satama, sono stati creati nuovi vani portabagagli e sono state sostituite le moquette dei locali e corridoi. 
Nel 2025, gli spazi tra i vetri anteriori a prua, vennero dinuovo verniciati di bianco.

## Servizio
Il traghetto, secondo della classe Cubi, è stato varato il 23 dicembre del 2000 nei cantieri navali Daewoo di Geoje con il nome di Moby Freedom e consegnato il 25 giugno 2001 alla Moby Lines. 
Dopo due settimane di traversata dalla Corea del Sud il Moby Freedom prese servizio il 25 luglio nei collegamenti da Genova e Civitavecchia verso Bastia e Olbia, coprendo le traversate verso la Sardegna in notturna ed effettuando le tratte Genova-Bastia-Genova e Olbia-Civitavecchia-Olbia in diurna grazie all'elevata velocità raggiungibile, unendosi al gemello Moby Wonder.
Negli anni, il traghetto ha saltuariamente operato anche nei collegamenti da Piombino, Genova e Livorno ad Olbia ed in quelli tra Nizza e Bastia.
In alcune occasioni, ha anche operato sulla Piombino-Portoferraio.
Il 31 gennaio 2012 viene disarmato a Genova ed il 2 febbraio è stato concluso l'accordo per la vendita del traghetto alla compagnia finlandese Eckerö Line per 75 milioni di euro.
Il 7 marzo 2012 viene ufficialmente consegnato alla Eckerö Line e, issata bandiera finlandese, salpa con il nome troncato in Freedom per l'Öresundsvarvet di Landskrona, dove viene sottoposto ai lavori propedeutici alla messa in servizio nel golfo di Finlandia. I lavori cominciarono durante l'estate e finirono nel mese di novembre a causa dei grandi cambiamenti fatti.
Nell'ottobre 2012 viene ribattezzato Finlandia e, terminati i lavori di adeguamento al servizio, l'11 novembre salpa da Landskrona per Tallinn, dove viene sottoposto ai test per i dispositivi di sicurezza. Il 18 dicembre viene trasferito ad Helsinki e presentato al pubblico.
Il 31 dicembre prende ufficialmente servizio nei collegamenti tra Helsinki e Tallinn dove opera tutt'oggi. Sulla stessa tratta operava anche il gemello Superstar della Tallink.

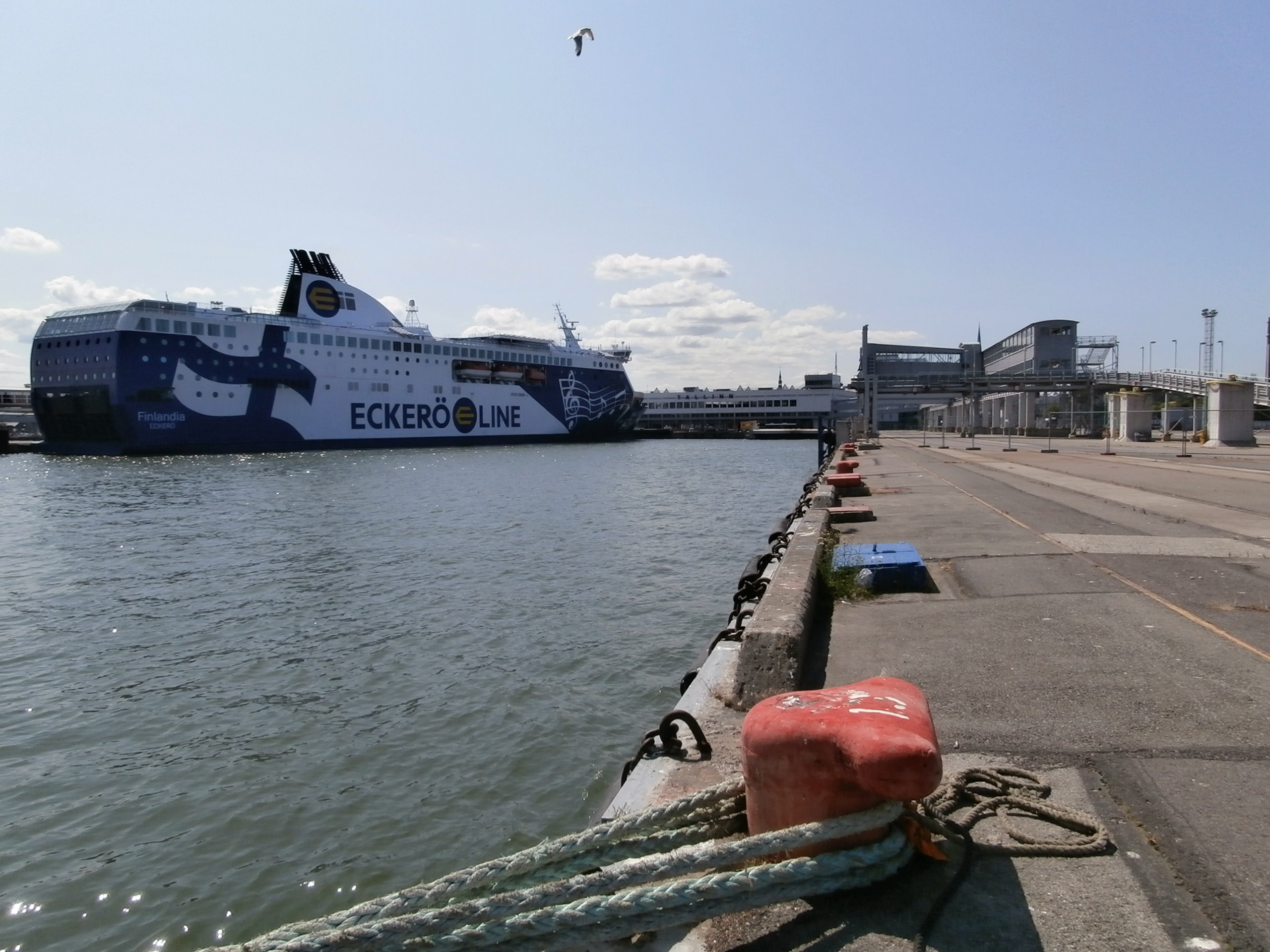
Il Finlandia a Tallinn nel 2013

Il 10 settembre 2020 si arena al largo di Tallinn dopo aver urtato un banco di sabbia. Successivamente riesce a liberarsi con l'intervento di un rimorchiatore.
Il 10 marzo 2023, prende fuoco un'auto nel garage del traghetto, prontamente domato dell'equipaggio.

## Incidenti
Il 17 agosto 2004, poco dopo la partenza della traversata da Olbia verso Genova, il Moby Freedom è stato costretto a rientrare nel porto sardo a velocità ridotta a causa di una falla nello scafo causata dal distacco di una pala dell'elica sinistra. Il danno, come appurato a seguito di indagini, era stato causato da un difetto di fabbricazione dell'elica stessa, prodotta dalla Rolls-Royce; verifiche successive sulle eliche del gemello Moby Wonder hanno confermato la presenza di saldature alla radice delle pale (vietate) e la scarsa qualità dei prodotti. Le eliche delle due navi, come quelle del traghetto gemello Moby Aki (allora in costruzione) sono poi state tutte sostituite con eliche della rivale Wärtsilä-Lips.
Il  3 gennaio 2004 nel porto di Olbia, il traghetto Athara della Tirrenia urtò la prua del Moby Freedom a causa del forte vento grecale, riportando danni ammontanti a 300.000 €.

## Navi gemelle
- Moby Aki
- Moby Wonder
- Pascal Lota (ex Superstar)